# Lewesova bomba
Lewesova bomba byla polní výbušné zařízení, vyráběné z nafty a plastické trhaviny Nobel 808. Vytvořil jej poručík Jock Lewes, jeden z původních členů L Detachment SAS v roce 1941.

## Historie
SAS potřebovala kombinované zápalné a výbušné zařízení dostatečně lehké na to, aby je mohla nést malá skupina vojáků, ale zároveň dostatečně silné na to, aby dokázalo zničit či zapálit letadla na nepřátelském letišti. Váha jedné bomby byla zhruba 1 libra (0,45 kg). Každý voják tedy mohl relativně pohodlně přenášet vícero takovýchto bomb.
Jediná dostupná bomba v té době byla příliš těžkopádná na to, aby ji mohl s sebou přenášet jeden parašutista . Lewes experimentoval s různými druhy zápalných a výbušných materiálů pomocí metody pokusu a omylu. Finální produkt se skládal z  jedné libry (450 g) plastické trhaviny ve směsi se čtvrtinou libry (110 g)  termitu a malým množstvím motorové nafty a ocelových pilin. Uvnitř této hmoty byly umístěny 2 unce (57 g) nitrocelulózy s rozbuškou připojenou k třicetisekundovému zapalovači. Alternativně mohly být Lewesovy bomby spouštěny tužkovými rozbuškami nebo nástražnými odpalovacími zařízeními, např. tlakovými spínači. Není jasné, co bylo použito jako nádoba na výbušninu, pravděpodobně to ale byl nějaký malý plátěný pytlík. Při použití bylo zařízení umístěno uvnitř kokpitu nebo na křídle letadla, aby došlo k zapálení v něm uloženého leteckéh paliva.
Jistou nevýhodou Lewesovy bomby byla nespolehlivost rozbušky. Několik akcí SAS skončilo neúspěchem, protože rozbušky byly kvůli silnému dešti nepoužitelné. Časovací mechanismus rozbušek také mohl být ovlivněn pouštním žárem; po akci v prosinci 1941 jedna útočná skupina oznámila, že bomby, nastavené na 30 minut, vybuchly za pouhých 18 minut z důvodu horké noci.
V rukou SAS byla Lewesova bomba účinnou zbraní proti zaparkovaným letadlům; po útoku v prosinci 1941 prozkoumala skupina italských inženýrů nevybuchlé bomby nalezené v letadlech na letišti. Po opravě rozbušek umístili bomby „se školáckým nadšením“ na některá stará letadla stejným způsobem, tak jak byly nalezeny. Výsledkem bylo, že „v každém případě odpálením nálože došlo – kromě způsobení značné škody přímo v důsledku exploze – k zapálení paliva... což vedlo k úplnému zničení stroje“. Nicméně také poznamenali, že požáry „nebyly zřejmě způsobeny nějakými konkrétními vlastnostmi výbušniny, ale přesným umístěním náloží v blízkosti palivových nádrží“.